# Ernst von Siemens
Ernst Albrecht von Siemens (* 9. April 1903 in Kingston upon Hull, Großbritannien; † 31. Dezember 1990 in  Starnberg) war ein deutscher Industrieller, einziger Sohn von Carl Friedrich von Siemens und jüngster Enkel des Erfinders und Unternehmensgründers Werner von Siemens. Er entstammte dem alten Goslarer Stadtgeschlecht Siemens.

## Leben
Ernst von Siemens studierte an der Technischen Universität München Physik, bevor er 1929 eine Tätigkeit im Wernerwerk für Fernmeldetechnik in Berlin-Siemensstadt antrat. 1943 wurde Ernst von Siemens zum stellvertretenden, 1948 zum ordentlichen Mitglied und 1949 zum Vorsitzenden des Vorstands der Siemens & Halske AG ernannt. Bis 1956 übte er den Vorstandsvorsitz aus. 1945 erfolgte zugleich die Berufung zum stellvertretenden und 1948 zum ordentlichen Mitglied des Vorstands der Siemens-Schuckertwerke.

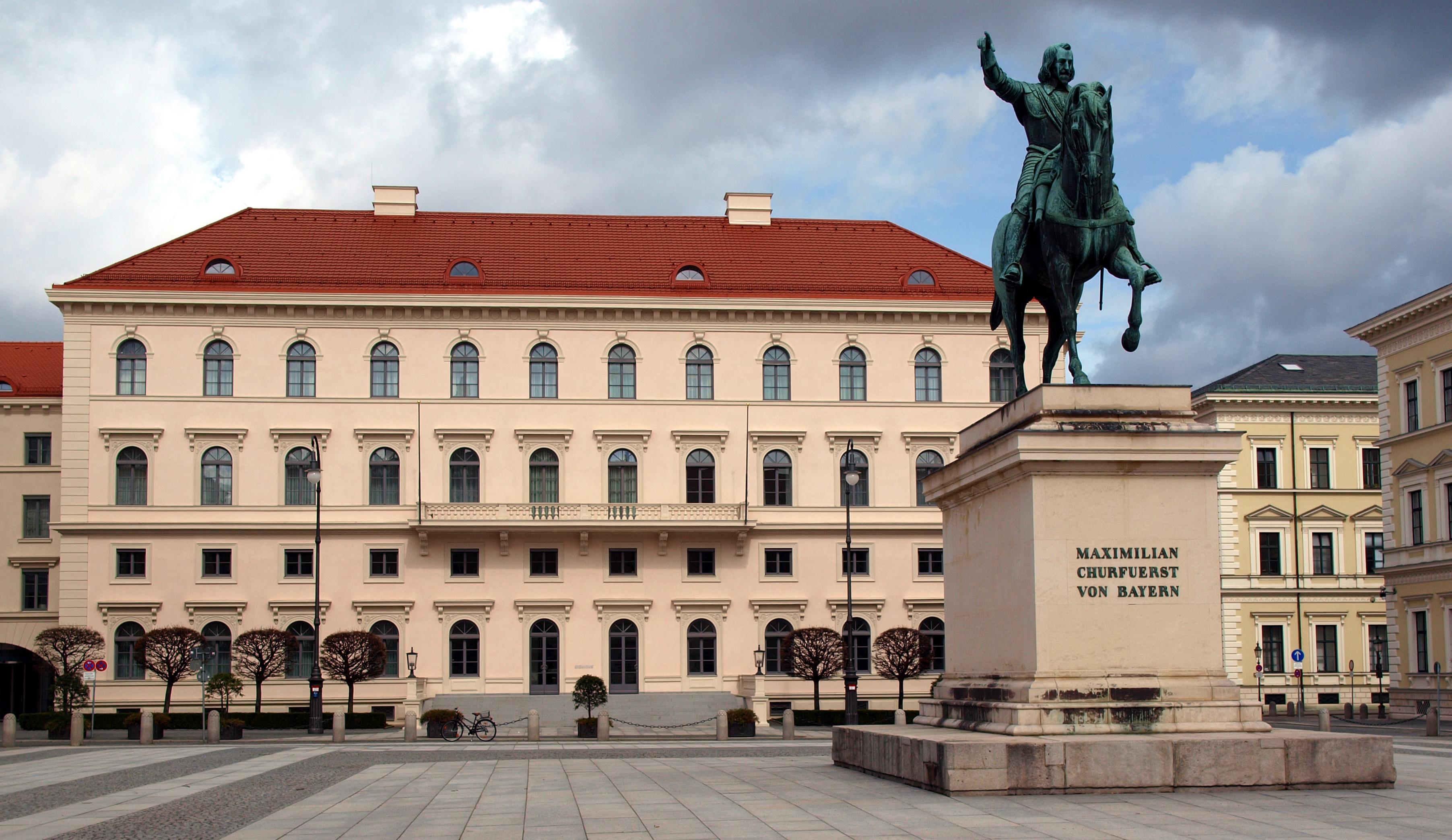
Palais Ludwig Ferdinand am Wittelsbacherplatz in München

Wegen der Berlin-Blockade verlegte das Unternehmen 1947 die Hauptverwaltung der Siemens & Halske AG von Berlin nach Erlangen, wo die Produktionsstätten von Siemens-Schuckert lagen, und 1949 weiter nach München, wo das Palais Ludwig Ferdinand am Wittelsbacher Platz zunächst angemietet und 1957 für die Hauptverwaltung erworben wurde. Ernst von Siemens leitete erfolgreich den Wiederaufbau des Unternehmens nach dem Zweiten Weltkrieg. Bereits 1950 erreichte es wieder 90 Prozent der Produktion von 1936. Ab 1954 stieg man in die Datenverarbeitung ein und produzierte Halbleiterbauelemente und erste Computer. Für den Konsumgüterbereich (z. B. Waschmaschinen, Fernsehgeräte) wurde 1957 die Siemens-Electrogeräte AG gegründet. Auch in der Medizintechnik konnte man etwa mit der Produktion von Herzschrittmachern die eigene Position ausbauen. 1962 beschäftigte der Konzern 240.000 Mitarbeiter und erwirtschaftete einen Jahresumsatz von 5,4 Milliarden DM. Dieser hatte sich damit innerhalb eines Jahrzehnts vervierfacht.
Von 1956 bis 1966 war Ernst von Siemens, als Nachfolger seines Vetters Hermann von Siemens, Aufsichtsratsvorsitzender der beiden Stammgesellschaften Siemens & Halske AG und Siemens-Schuckertwerke AG, die unter seiner Federführung im Jahr 1966 zur heutigen Siemens AG verschmolzen wurden, gemeinsam mit der Siemens-Reiniger-Werke AG, die zusammen mit dem Wernerwerk für Medizinische Technik in der Folge den Bereich Siemens Medical Solutions bildete. Von 1966 bis 1971 war er  Aufsichtsratsvorsitzender der Siemens AG.
Die Neuordnung wurde 1969 mit der Bildung von sechs Unternehmensbereichen (Bauelemente, Datentechnik, Energietechnik, Installationstechnik, Medizinische Technik, Nachrichtentechnik), fünf Zentralbereichen (Betriebswirtschaft, Finanzen, Personal, Technik, Vertrieb) und zahlreichen sogenannten Regionalen Einheiten (Zweigniederlassungen, Auslandsniederlassungen) abgeschlossen. Dennoch blieb ein umfangreiches Netz an Tochter- und Beteiligungsgesellschaften bestehen. 1967 übernahm man von Brown, Boveri & Cie. die Zuse KG zu 70 %, zwei Jahre später zu 100 %. Gleichzeitig wurde der Haushaltsgerätesektor mit dem von Bosch zur BSH Bosch und Siemens Hausgeräte GmbH (BSH) zusammengelegt. 1969 erfolgte zusammen mit der AEG die Gründung der Tochterunternehmen Transformatoren Union (TU) und Kraftwerk Union (KWU).
1971 übernahm sein Neffe Peter von Siemens den Vorsitz des Aufsichtsrats. Ernst von Siemens blieb anschließend bis 1978 einfaches Mitglied und von 1978 bis zu seinem Lebensende Ehrenvorsitzender des Aufsichtsrats.
Ernst von Siemens war unverheiratet und hatte keine Kinder.

## Förderung der Kultur
Ernst von Siemens förderte sowohl die Wissenschaft als auch die Künste. 1958 gründete er die nach seinem Vater benannte Carl-Friedrich-von-Siemens-Stiftung zu Förderung der Wissenschaften. Es folgte 1972 die Gründung der Ernst-von-Siemens-Musikstiftung. Diese vergibt seit 1974 den Ernst-von-Siemens-Musikpreis, der zurzeit mit 250.000 Euro dotiert ist. 1983 gründete Ernst von Siemens die Ernst von Siemens Kunststiftung. Ziel dieser Stiftung ist die finanzielle Unterstützung beim Ankauf von Kunstwerken für Museen. Darüber hinaus fördert die Stiftung auch Kunstausstellungen. Neben einem beträchtlichen Stiftungskapital und späteren Zustiftungen hinterließ Ernst von Siemens der Kunststiftung auch seine private Kunstsammlung.
Ernst von Siemens war Mitglied des Akademischen Alpenvereins München. Auf seinem privaten Anwesen im Alpenvorland legte er einen botanischen Garten an.

## Auszeichnungen
1959 wurde Ernst von Siemens mit dem Bayerischen Verdienstorden ausgezeichnet.